# Co mój mąż robi w nocy…
Co mój mąż robi w nocy… – polska komedia muzyczna z 1934 roku.
Z filmu pochodzi m.in. piosenka Odrobina szczęścia w miłości, którą śpiewała Tola Mankiewiczówna.

## Fabuła
Przemysłowiec Roman Tarski przeprowadza się z Krakowa do Warszawy. Jest współwłaścicielem dobrze prosperującej firmy budowlanej „Żel-Beton”, jednakże pewnego dnia drugi wspólnik ucieka z firmowymi pieniędzmi. Tarski próbuje wiązać koniec z końcem, ale zadanie to jest bardzo trudne, ponieważ żona jego, Stefa, nie wie o nowej sytuacji i bawi się jak dawniej. Tarski sprzedaje biżuterię żony, a tymczasem komornik zajmuje ruchomości z ich domu. Narzeczonym ich służącej jest kelner, od którego Tarski przypadkowo dowiaduje się, że kelner zawsze ma pieniądze. Wobec takiej perspektywy podejmuje pracę jako kelner nocnego dansingu „Alhambra”. Dodatkowo pozoruje włamanie do własnego domu, podczas którego rzekomo giną mu z kasetki pieniądze i klejnoty. Nowa praca, o której nie mówi Roman Stefie, pochłania całe noce, co powoduje jej niepokój i podejrzenia o zdradę. Pewnego dnia przyłapuje Tarskiego na zabawie z ich pokojówką. Dlatego prosi swego adoratora, barona Lolo, by dowiedział się, co jej mąż robi w nocy. Po wielu perypetiach i nieporozumieniach wszystko szczęśliwie się kończy, a nieuczciwy wspólnik zostaje złapany. Dzięki temu Tarski odzyskuje pieniądze.

## Obsada
- Michał Znicz – przemysłowiec Roman Tarski
- Maria Gorczyńska – Stefa Tarska, żona Romana
- Tola Mankiewiczówna – Kazia Fafułówna, pokojówka Tarskich
- Kazimierz Krukowski – baron Lolo Carolescu
- Romuald Gierasieński – starszy kelner Fafuła, ojciec Kazi
- Wojciech Ruszkowski – Walery, kelner i narzeczony Kazi
- Wiktor Biegański – psychiatra, doktor Diagnoziński
- Konrad Tom – prywatny detektyw
- Paweł Owerłło – dyrektor „Alhambry”
- Fryderyk Jarosy – w czołówce filmu oraz król mody Picknick
- Jerzy Chodecki – reporter na dancingu w „Alhambrze”
- Elżbieta Barszczewska – kobieta na dansingu
- Kazimierz Korwin-Pawłowski(inne języki) – mężczyzna na dansingu
- Eugeniusz Koszutski – robotnik
- Julian Krzewiński – komornik
- duet taneczny Dżejkobson-Krasin